# Xã Hope, Quận Dickinson, Kansas
Xã Hope (tiếng Anh: Hope Township) là một xã thuộc quận Dickinson, tiểu bang Kansas, Hoa Kỳ. Năm 2010, dân số của xã này là 497 người.